# Офсетна угода
Офсе́тна уго́да — угода протилежного змісту ф'ючерсній угоді щодо ліквідації позиції шляхом передачі зобов’язань за ф'ючерсною угодою іншій особі. Продавець повинен купити, а покупець — продати актив. При цьому учасник ф'ючерсної торгівлі більше не несе зобов'язань виконання контракту, він перекладає їх на свого нового контрагента. Таким чином, кількість відкритих позицій кожного учасника ф'ючерсної торгівлі дорівнює абсолютній величині різниці між числом проданих і куплених ним контрактів. Якщо учасник контракту бажає здійснити чи прийняти постачання, він не ліквідує свою позицію до дня постачання й у встановленому порядку інформує палату про готовність виконувати свої конкретні зобов'язання. У цьому випадку Розрахункова палата вибирає сторону з протилежною позицією, що не була закрита з наступною офсетною угодою і повідомляє її про необхідність поставити чи прийняти необхідний актив. Абсолютна більшість позицій інвесторів за ф'ючерсними контрактами ліквідується ними в процесі дії контрактів за допомогою офсетних угод і тільки 2-5% контрактів закінчуються реальними поставками. Щоб не допустити надмірної спекуляції на ф'ючерсних контрактах і посилити систему гарантій їх виконання, біржа встановлює за кожним видом контракту ліміт відхилення ф'ючерсної ціни поточного дня від котирувальної ціни попереднього.